# Station Pyzdry
Station Pyzdry is een spoorwegstation in de Poolse plaats Pyzdry.